# Navalvillar de Pela
Navalvillar de Pela è un comune spagnolo di 4 829 abitanti situato nella comunità autonoma dell'Estremadura.